# Trittame kochi
Trittame kochi là một loài nhện trong họ Barychelidae. Loài này phân bố ờ Queensland.